# 志賀晃次郎
志賀 晃次郎（しが こうじろう、1998年8月29日 - ）は、 日本の男子アマチュアレスリング選手。身長171cm、体重70kg。警視庁所属。

## 来歴
大阪府出身。京都府八幡市立男山第三中学校時代の2013年の全国中学選抜選手権男子フリースタイル53kg級で優勝する。京都府立京都八幡高等学校時代には、全国高等学校総合体育大会レスリング競技大会で最高2位、全国高等学校選抜レスリング大会で最高2位、国民体育大会少年の部で最高2位などの成績を残した。
拓殖大学に進み、2017年のジュニアオリンピックカップに男子フリースタイル66kg級で優勝。
2018年のアジア・ジュニア選手権で3位に入賞、全日本大学レスリング選手権大会では優勝した（いずれもフリースタイル70kg級）。2018年の全日本レスリング選手権大会70kg級で優勝を果たす。
2019年、アジア選手権大会フリースタイル70kg級で準優勝する。同年の全日本大学レスリング選手権大会ではフリースタイル70kg級で連覇した。同年の全日本選手権より74kg級にクラス変更する。
2020年の全日本大学レスリング選手権大会フリースタイル74kg級に優勝し、クラスは異なるが大会3連覇を達成した。
2021年からは警視庁に所属している。